# 8 augustus
8 augustus is de 220ste dag van het jaar (221ste in een schrikkeljaar) in de gregoriaanse kalender. Hierna volgen nog 145 dagen tot het einde van het jaar.

## Gebeurtenissen
- Algemeen
  - 1786 - De top van de Mont Blanc wordt voor het eerst bereikt.
  - 1837 - De Hollandsche IJzeren Spoorweg-Maatschappij wordt opgericht.
  - 1956 - Mijnramp van Marcinelle: een brand in de kolenmijn Le Bois-du-Cazier in Marcinelle eist 262 doden.
  - 1963 - De grote treinroof in Engeland. Buit: meer dan 2 miljoen pond.
  - 1969 - Fotograaf Iain MacMillan maakt een van de meest iconische foto’s uit de muziekgeschiedenis door The Beatles vast te leggen op het zebrapad van Abbey Road in Londen.[1]
  - 1975 - De Chinese Banqiao-dam breekt door. Hierbij vallen ca. 26.000 doden.
  - 1991 - De mast van Radio Warschau (646 m) in Polen, lange tijd het hoogste bouwwerk gemaakt door mensen, stort in.
  - 2006 - Een aardbeving (3,5 op de schaal van Richter) treft de provincie Groningen. De oorzaak is waarschijnlijk de plaatselijke gaswinning.
  - 2006 - Architectonische tekeningen met een waarde van ruim € 1 miljoen worden gestolen uit een Russisch staatsarchief.
  - 2020 - YouTube-ster Nikkie de Jager wordt in haar woning in Uden overvallen. De overvallers dreigen met een pistool en vluchten met een onbekende buit.[2][3]
  - 2023 - Vanwege de komst van een tyfoon worden alle 40.000 scouts op de 25e Wereldjamboree in Zuid-Korea verhuisd van het kampterrein naar de hoofdstad Seoul, waar de Wereldjamboree verder zal doorgaan.[4]
  - 2023 - Op het Hawaïaanse eiland Maui breken felle natuurbranden uit. Volgens de gouverneur is de historische kuststad Lahaina nagenoeg verwoest. Tienduizenden inwoners en toeristen moeten vluchten. Er zijn honderden vermisten en tientallen doden.[5] (Lees verder)

- Muziek
  - 1964 - De Rolling Stones treden voor het eerst in Nederland op, maar het concert in het Kurhaus in Scheveningen wordt snel afgebroken na gewelddadigheden.[1]

- Oorlog
  - 1990 - Groot-Brittannië en een aantal andere landen (waaronder Arabische) spreken steun uit voor de beslissing van de VS om maatregelen te nemen tegen Irak nadat het land Koeweit is binnengevallen. Een ultimatum van de VN-Veiligheidsraad geeft Irak tot uiterlijk 15 januari 1991 de tijd zich uit Koeweit terug te trekken.
  - 1990 - Irak annexeert Koeweit als een deel van zijn grondgebied. De Iraakse luchtmacht wordt uitgerust met chemische wapens. De eerste vliegtuigen met vluchtelingen komen in Europa aan.
  - 2008 - Uitbraak Russisch-Georgische Oorlog. Russische troepen vallen Georgië binnen, nadat de Georgische autoriteiten de avond tevoren een militaire operatie waren begonnen om het centrale gezag over de afvallige regio Zuid-Ossetië te herstellen.
  - 2023 - In de Oekraïense stad Pokrovsk vallen tientallen gewonden en doden door een Russische raketaanval op een woonwijk.[6]

- Politiek
  - 870 - Verdrag van Meerssen: Koning Karel de Kale en zijn halfbroer Lodewijk de Duitser, komen samen bijeen in Meerssen om het Midden-Frankische Rijk te verdelen.
  - 1945 - De Sovjet-Unie verklaart de oorlog aan Japan.
  - 1949 - Bhutan wordt onafhankelijk.
  - 1967 - Oprichting van de ASEAN (Association of South-East Asian Nations).
  - 2006 - Israël kondigt aan alle rijdende voertuigen ten zuiden van de Litani rivier in Libanon te vernietigen.
  - 2006 - De Arabische Liga uit haar zorgen over de Libanon-crisis bij de Verenigde Naties.
  - 2013 - President Yayi Boni van Benin stuurt zijn regering zonder opgaaf van redenen naar huis.
  - 2017 - De Zuid-Afrikaanse president Jacob Zuma overleeft een motie van wantrouwen. De stemming over de motie was geheim.

- Religie
  - 449 - Tweede Concilie van Efeze: Keizer Theodosius II roept in Efeze (Turkije) de kerkelijke raad bijeen. Paus Leo I verwerpt de besluiten van de synode met de bijnaam "Roversconcilie".

- Sport
  - 1907 - Oprichting van de Duitse voetbalclub FC Augsburg.
  - 1920 - Oprichting van de Slowaakse voetbalclub Spartak Myjava.
  - 1987 - Openingsceremonie van de tiende Pan-Amerikaanse Spelen, gehouden in Indianapolis.
  - 1987 - In Hechtel verbetert atleet Achmed de Kom zijn eigen Nederlands record op de 100 meter (10,49 seconden) met een tijd van 10,44 seconden.
  - 1993 - Wereldvoetbalbond FIFA publiceert de allereerste wereldranglijst.
  - 1994 - Oprichting van de Chileense voetbalclub Club Deportivo Universidad de Concepción.
  - 1999 - Feyenoord wint de Johan Cruijff Schaal door aartsrivaal AFC Ajax met 3-2 te verslaan.
  - 2004 - FC Utrecht wint de strijd om de Johan Cruijff Schaal door AFC Ajax met 4-2 te verslaan.
  - 2005 - Zwemster Lisbeth Lenton scherpt in Melbourne het wereldrecord op de 100 meter vrije slag kortebaan (25 meter) aan tot 51,91. De mondiale toptijd was met 52,17 in handen van Therese Alshammar.
  - 2008 - Openingsceremonie van de Olympische Zomerspelen in Peking.
  - 2019 - Ellen van Dijk is voor de vierde keer op rij Europees kampioen geworden op de individuele tijdrit. Later won Nederland het goud op de gemengde ploegenestafette en won Amy Pieters de wegwedstrijd in Alkmaar.
  - 2023 - Jeffrey Hoogland rijdt bij de WK baanwielrennen in Glasgow voor de vierde keer in zijn loopbaan naar goud op de kilometer tijdrit. De Australiërs Matthew Glaetzer en Thomas Cornish zijn goed voor zilver en brons.[7]
  - 2023 - Op het onderdeel puntenkoers bij de WK baanwielrennen in Glasgow is het goud voor de Belgische Lotte Kopecky. De Australische Georgia Baker wint zilver en de Japanse Tsuyaka Uchino grijpt brons door de laatste sprint van het onderdeel te winnen.[8]
  - 2023 - De Nederlanders Yoeri Havik en Jan-Willem van Schip veroveren als eerste Nederlandse koppel bij de mannen de titel op het onderdeel koppelkoers bij de WK baanwielrennen in Glasgow. Zilver is er voor het Britse duo Mark Stewart en Oliver Wood, en de Nieuw-Zeelanders Aaron Gate en Campbell Stewart eisen het brons op.[9][10]

- Wetenschap en technologie
  - 1876 - Thomas Alva Edison verkrijgt octrooi op de stencilmachine.
  - 1977 - Het Saljoet 5 ruimtestation valt terug in de dampkring en vergaat voordat resten de grond kunnen raken.[11]
  - 2001 - Lancering van Genesis (ruimtesonde), het eerste ruimtetuig dat deeltjes van de zonnewind opvangt en terugbrengt naar de aarde.
  - 2023 - Lancering van een Falcon 9 raket van SpaceX vanaf Vandenberg Space Force Base SLC-4E voor de Starlink group 6-20 missie met 15 Starlink satellieten.[12]

## Geboren

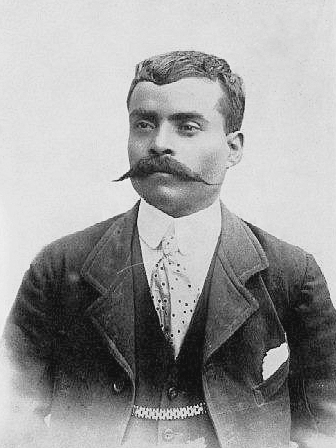
Emiliano Zapata
geboren in 1879

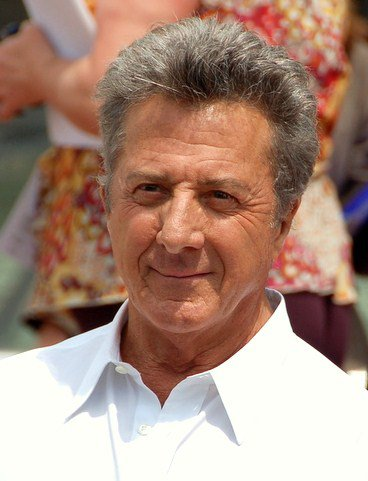
Dustin Hoffman,
geboren in 1937

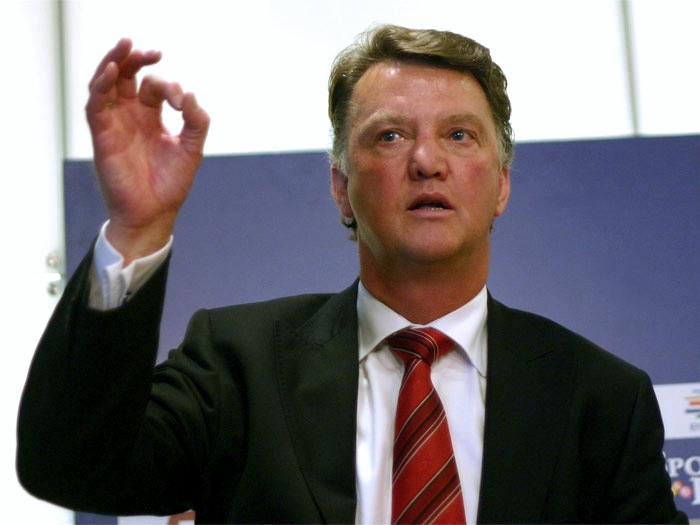
Louis van Gaal,
geboren in 1951

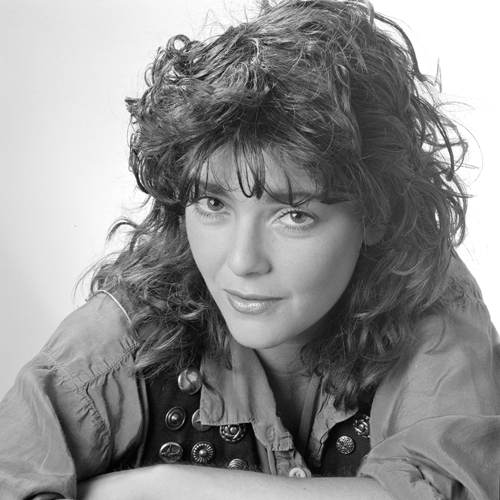
Dieuwertje Blok,
geboren in 1957

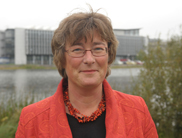
Wobine Buijs-Glaudemans,
geboren in 1960

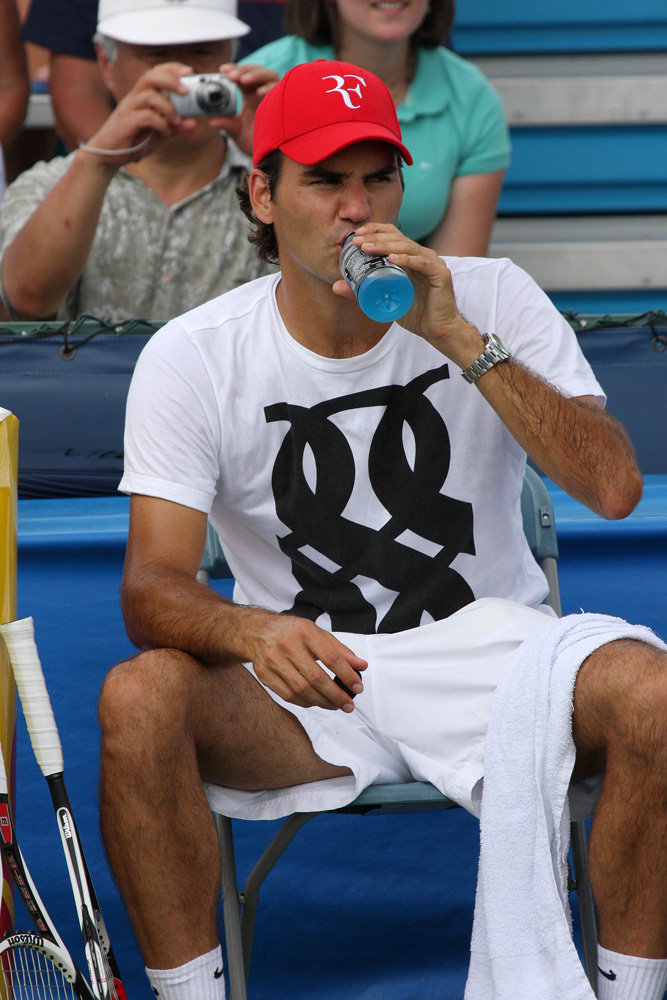
Roger Federer,
geboren in 1981

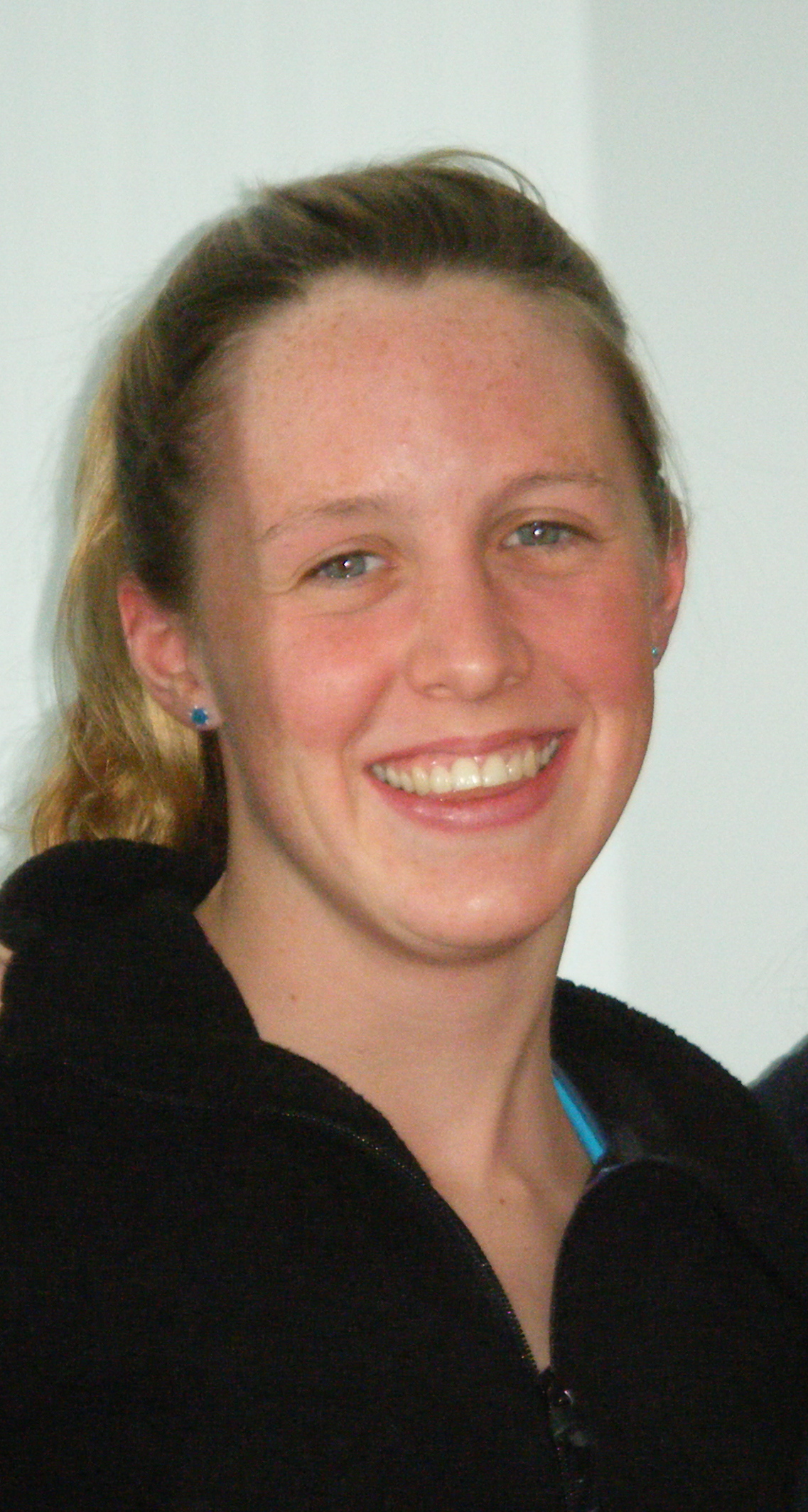
Hannah Miley,
geboren in 1989

- 1444 - Jan Adornes, Vlaams geestelijke (overleden 1511)
- 1586 - Adolf van Nassau-Siegen, Duits ritmeester in Staatse dienst (overleden 1608)
- 1705 - Gustaaf Willem baron van Imhoff, Oost-Fries edelman (overleden 1750)
- 1732 - Johann Christoph Adelung, Duits taalkundige en lexicograaf (overleden 1806)
- 1746 - Hieronymus van Alphen, Nederlands dichter (overleden 1803)
- 1748 - Johann Friedrich Gmelin, Duits botanicus en entomoloog (overleden 1804)
- 1824 - Marie van Hessen-Darmstadt, keizerin van Rusland (overleden 1880)
- 1845 - Lodewijk August van Saksen-Coburg en Gotha, Duits prins (overleden 1907)
- 1866 - Matthew Henson, Amerikaans poolonderzoeker (overleden 1955)
- 1876 - Sophia Duleep Singh, Brits suffragette (overleden 1948)
- 1879 - Emiliano Zapata, Mexicaans revolutionair (overleden 1919)
- 1880 - Frederick Warburton, Engels voetballer en voetbalcoach (overleden 1948)
- 1881 - Ewald von Kleist, Duits veldmaarschalk (overleden 1954)
- 1888 - Hans von Rosen, Zweeds ruiter (overleden 1952)
- 1891 - Willy Bohlander, Nederlands waterpoloër (overleden 1939)
- 1893 - Robert Spears, Australisch wielrenner (overleden 1950)
- 1902 - Paul Dirac, Brits theoretisch natuurkundige (overleden 1984)
- 1907 - Benny Carter, Amerikaans jazz muzikant (overleden 2003)
- 1908 - Arthur Goldberg, Amerikaans politicus, jurist en diplomaat (overleden 1990)
- 1915 - Mathias Clemens, Luxemburgs wielrenner (overleden 2001)
- 1915 - Hendrik Sterken Rzn, Nederlands schrijver en dichter (overleden 2010)
- 1916 - Frank Meltzer, Nederlands burgemeester van Bunnik (overleden 1995)
- 1920 - Juan Soriano, Mexicaans kunstschilder en beeldhouwer (overleden 2006)
- 1921 - Esther Williams, Amerikaans actrice en zwemkampioene (overleden 2013)
- 1923 - Jan Cijs, Nederlands atleet (overleden 2007)
- 1924 - Gene Deitch, Amerikaans-Tsjechisch animator en regisseur (overleden 2020)
- 1925 - Alija Izetbegović, Bosnisch president (overleden 2003)
- 1926 - Piero Drogo, Italiaans autocoureur (overleden 1973)
- 1927 - Elis Juliana, Curaçaos dichter en kunstenaar (overleden 2013)
- 1927 - Giuseppe Moioli, Italiaans roeier (overleden 2025)
- 1929 - Ronnie Biggs, Brits treinrover (overleden 2013)
- 1929 - Gerda van den Bosch, Nederlands beeldhouwster (overleden 2021)
- 1929 - Jimmy Davies, Amerikaans autocoureur (overleden 1966)
- 1929 - Sabri Godo, Albanees politicus (overleden 2011)
- 1931 - Roger Penrose, Brits wis- en natuurkundige
- 1932 - Zito, Braziliaans voetballer (overleden 2015)
- 1934 - Keith Barron, Engels acteur (overleden 2017)
- 1934 - Cláudio Hummes, Braziliaans kardinaal; aartsbisschop van São Paulo (overleden 2022)
- 1935 - Donald Bellisario, Amerikaans televisieproducent
- 1935 - Joe Tex, Amerikaans zanger (overleden 1982)
- 1937 - Dustin Hoffman, Amerikaans acteur
- 1937 - Louis Neefs, Belgisch zanger (overleden 1980)
- 1937 - Cornelis Vreeswijk, Nederlands zanger en liedjesschrijver (overleden 1987)
- 1939 - David Ray Griffin, Amerikaans schrijver, filosoof en theoloog (overleden 2022)
- 1939 - Viorica Viscopoleanu, Roemeens atlete
- 1941 - Earl Boen, Amerikaans acteur (overleden 2023)
- 1941 - Georges Heylens, Belgisch voetballer
- 1944 - John Holmes, Amerikaans pornoster (overleden 1988)
- 1946 - Dragutin Šurbek, Kroatisch tafeltennisser en tafeltennistrainer (overleden 2018)
- 1946 - Frans Weisglas, Nederlands politicus
- 1947 - Kees Bregman, Nederlands voetballer
- 1947 - Ben Sombogaart, Nederlands regisseur
- 1948 - Hilbrand Nawijn, Nederlands politicus
- 1948 - Salim Seghers, Vlaams zanger
- 1949 - Keith Carradine, Amerikaans filmacteur
- 1949 - Ricardo Londoño, Colombiaans autocoureur (overleden 2009)
- 1949 - Joske Van Santberghe, Belgisch atlete
- 1951 - Louis van Gaal, Nederlands voetbaltrainer
- 1952 - Rijk van Dam, Nederlands politicus
- 1952 - Jostein Gaarder, Noors schrijver
- 1953 - Lloyd Austin, Amerikaans militair en politicus
- 1953 - Nigel Mansell, Brits autocoureur
- 1955 - Herbert Prohaska, Oostenrijks voetballer en voetbaltrainer
- 1956 - Joost Borm, Nederlands atleet
- 1956 - Chris Van Landschoot, Belgisch atlete
- 1957 - Dieuwertje Blok, Nederlands televisiepresentatrice (overleden 2025)
- 1957 - Roberto Rojas, Chileens voetbaldoelman
- 1957 - Marga Wiegman, Nederlands atlete
- 1958 - Xandra Jansen, Nederlands stiliste
- 1959 - Caroline Ansink, Nederlands componiste
- 1959 - Jürgen Thiele, Oost-Duits roeier
- 1959 - Ronald Weigel, Oost-Duits snelwandelaar
- 1960 - Wobine Buijs-Glaudemans, Nederlands bestuurster en politica
- 1960 - Faried Pierkhan, Surinaams zakenman
- 1960 - Pierre Valkering, Nederlands r.k. priester
- 1961 - The Edge (David Evans), Iers gitarist
- 1961 - Andrzej Kremer, Pools politicus (overleden 2010)
- 1961 - Annemieke Verdoorn, Nederlands actrice
- 1963 - Marcel Schimscheimer, Nederlands basgitarist en muziekproducer (overleden 2024)
- 1964 - Giuseppe Conte, premier van Italië
- 1964 - Nina Hoekman, Oekraïens-Nederlands damster (overleden 2014)
- 1964 - Duane Pelt, houseproducer bekend als Sterling Void
- 1965 - Aaron Abeyta, Amerikaans gitarist
- 1966 - Jimmy Wales, Amerikaans internetondernemer
- 1967 - Marcelo Balboa, Amerikaans voetballer
- 1967 - Branko Brnović, Montenegrijns voetballer en voetbalcoach
- 1967 - Uche Okafor, Nigeriaans voetballer (overleden 2011)
- 1968 - Christophe Dupouey, Frans mountainbiker (overleden 2009)
- 1968 - Marco Grassi, Zwitsers voetballer
- 1968 - Jimmy Jean-Louis, Haïtiaans acteur
- 1969 - Roger Nilsen, Noors voetballer
- 1970 - José Francisco Molina, Spaans voetbaldoelman
- 1971 - Johnny Balentina, Nederlands honkballer
- 1972 - Axel Merckx, Belgisch wielrenner
- 1974 - Andy Priaulx, Brits autocoureur
- 1976 - JC Chasez, Amerikaans zanger en acteur
- 1976 - Ype Driessen, Nederlands fotostripmaker
- 1977 - Rutger Beke, Belgisch triatleet
- 1977 - Kurt Bernard, Costa Ricaans voetballer
- 1977 - Daniel Moreira, Frans voetballer
- 1977 - Szilárd Németh, Slowaaks voetballer
- 1977 - Nicolas Vogondy, Frans wielrenner
- 1978 - Hubert Dijk, Nederlands voetballer
- 1978 - Louis Saha, Frans voetballer
- 1978 - Dmitri Sjepel, Russisch schaatser
- 1978 - Sean Sullivan, Australisch wielrenner
- 1978 - Massamasso Tchangaï, Togolees voetballer (overleden 2010)
- 1979 - Danny Gabbidon, Welsh voetballer
- 1979 - Richard Lyons, Noord-Iers autocoureur
- 1980 - Borut Božič, Sloveens wielrenner
- 1980 - Diego Markwell, Nederlands honkballer
- 1980 - Tobias Santelmann, Noors acteur
- 1981 - Roger Federer, Zwitsers tennisser
- 1982 - Carlos Pereira, Braziliaans autocoureur
- 1983 - Alexandra Coletti, Monegaskisch skiester
- 1984 - Inge van Calkar, Nederlands zangeres
- 1984 - Matej Jurčo, Slowaaks wielrenner
- 1984 - Norbert Michelisz, Hongaars autocoureur
- 1985 - Ferenc Berkes, Hongaars schaker
- 1985 - Jelle Cleymans, Vlaams acteur en zanger
- 1985 - Ryan Koolwijk, Nederlands voetballer
- 1985 - Anita Włodarczyk, Pools atlete
- 1986 - Kateryna Bondarenko, Oekraïens tennisster
- 1986 - Kasper Hämäläinen, Fins voetballer
- 1986 - Peyton List, Amerikaans actrice
- 1986 - Mark Parsons, Brits-Amerikaans voetbaltrainer
- 1988 - Tommy Bridewell, Brits motorcoureur
- 1988 - Beatrice van York, Brits prinses
- 1989 - Hannah Miley, Brits zwemster
- 1990 - Abel Hernández, Uruguayaans voetballer
- 1990 - Mari Molid, Noors handbalster
- 1992 - Josip Drmić, Zwitsers voetballer
- 1995 - Malin Reitan, Noors zangeres
- 1995 - Rick Broers, Nederlands videomaker
- 1998 - Shawn Mendes, Canadees singer-songwriter
- 1998 - Ronan Parke, Brits zanger
- 1998 - Lara Prašnikar, Sloveens voetbalster
- 2000 - Youn Czekanowicz, Luxemburgs voetballer
- 2001 - Nicolas Baert, Belgisch autocoureur
- 2001 - Margaux Le Mouël, Frans voetbalster
- 2001 - Karólína Lea Vilhjálmsdóttir, IJslands voetbalster
- 2002 - Hamda Al Qubaisi, autocoureur uit de Verenigde Arabische Emiraten
- 2002 - Katie Robinson, Engels voetbalster
- 2004 - Sofie Zdebel, Duits voetbalster
- 2007 - Arvid Lindblad, Brits autocoureur

## Overleden

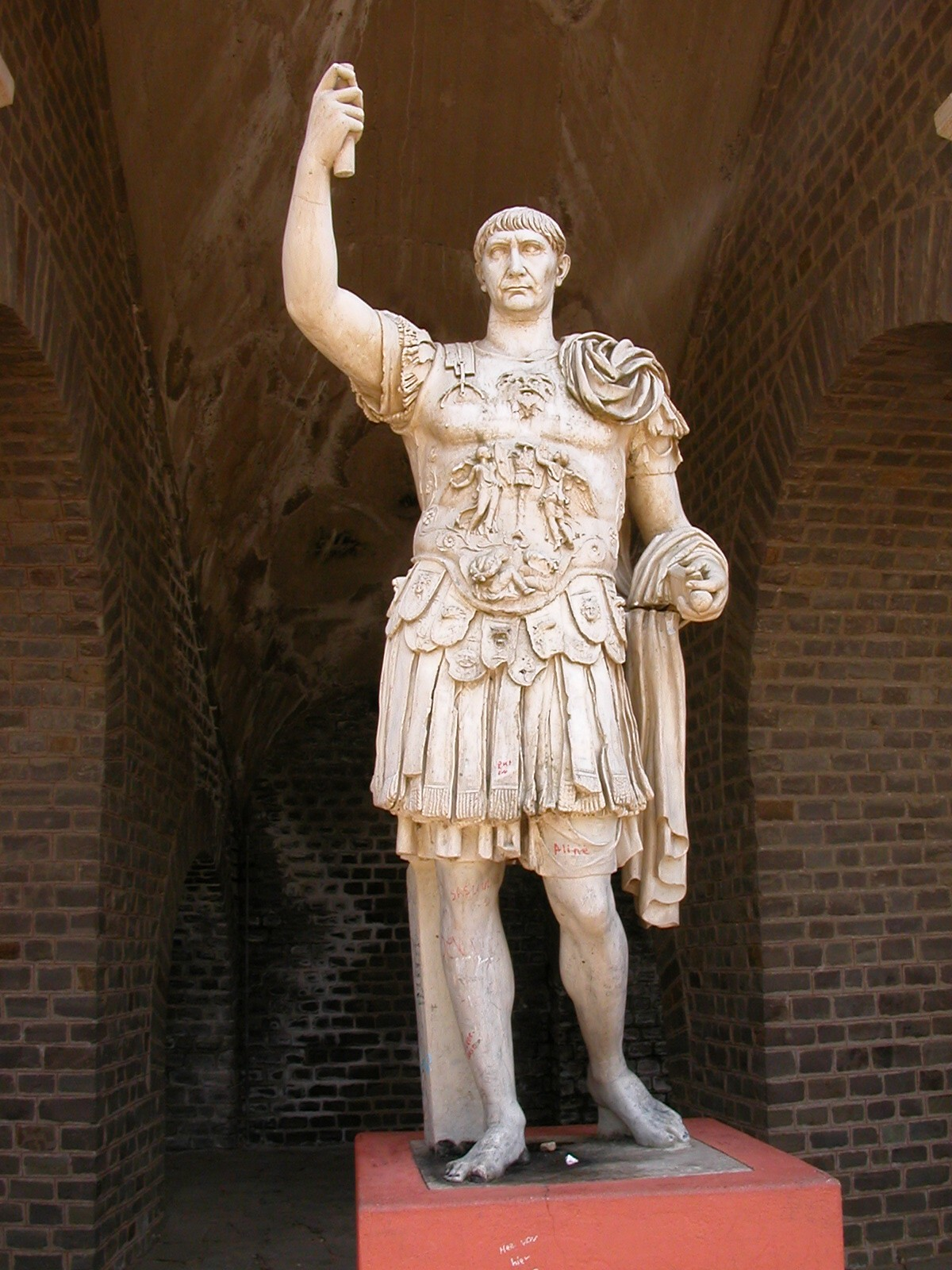
Trajanus,
overleden in 117

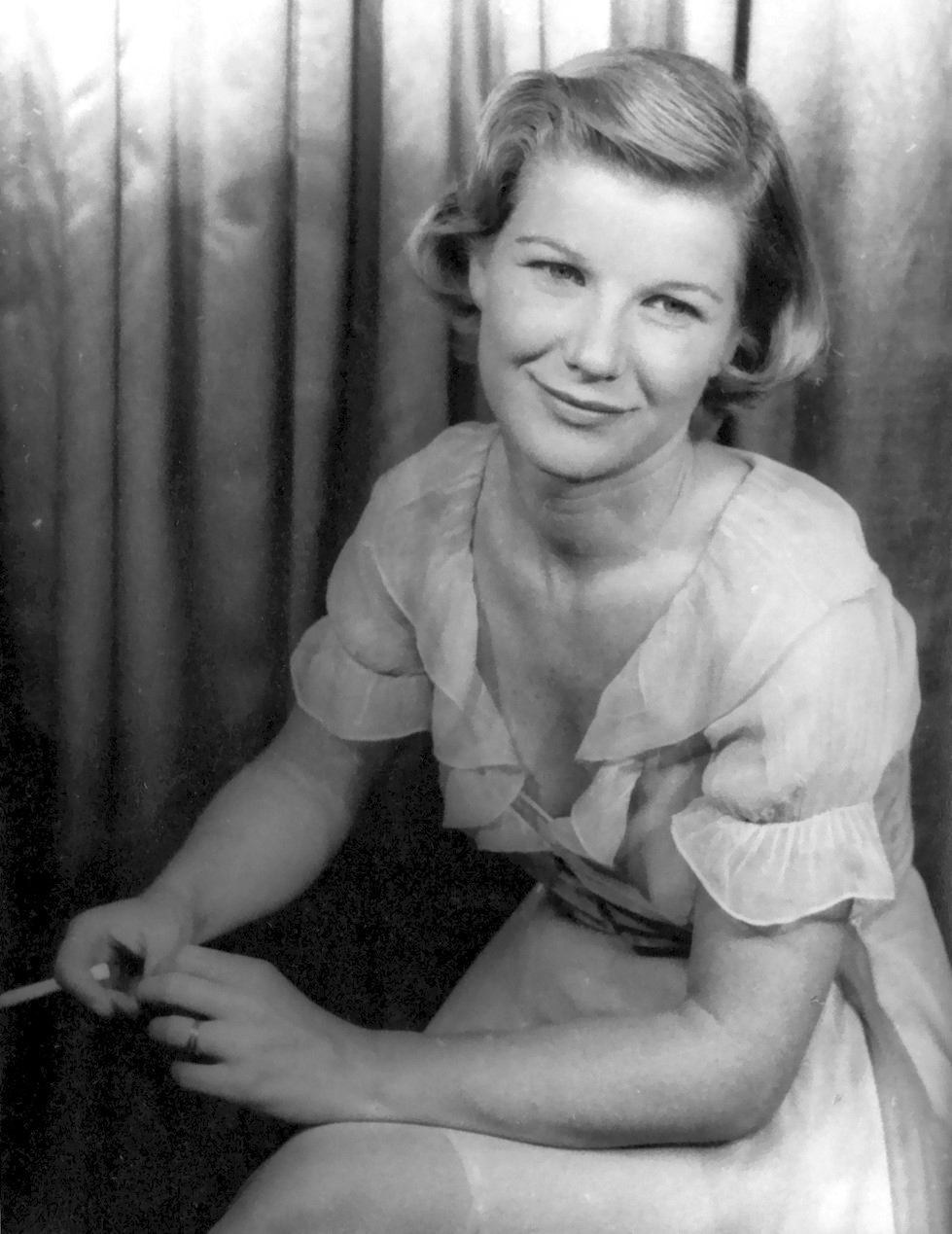
Barbara Bel Geddes,
overleden in 2005

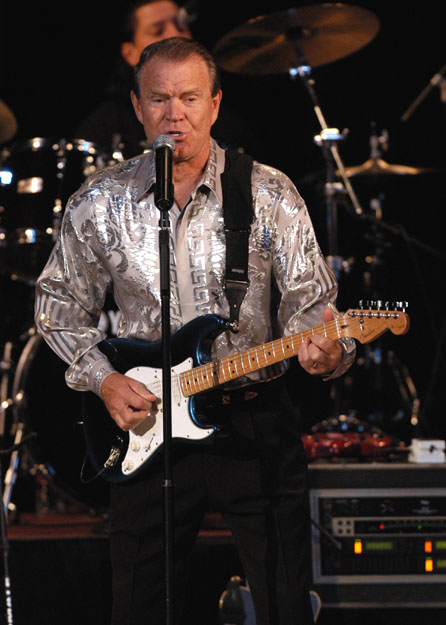
Glen Campbell,
overleden in 2017

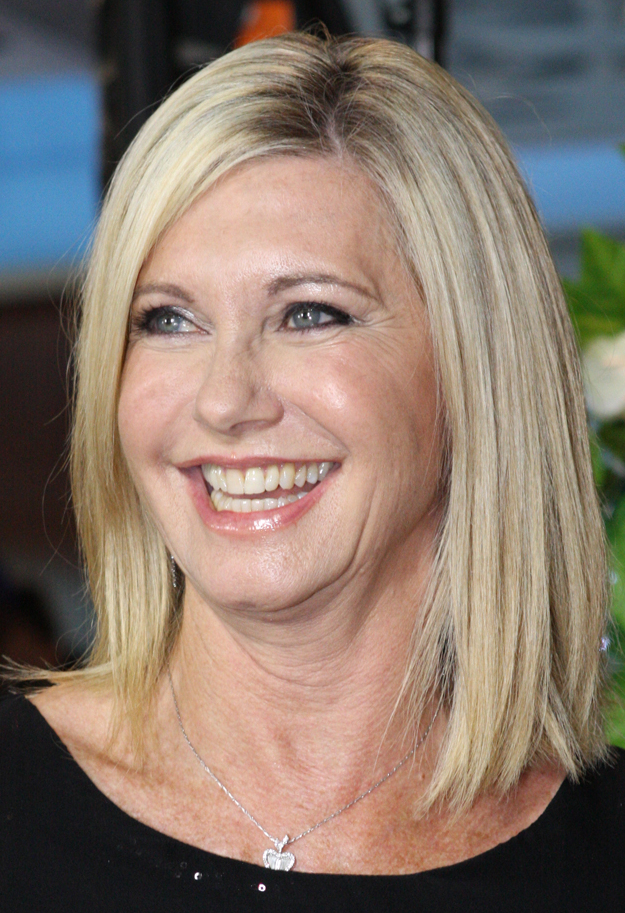
Olivia Newton-John,
overleden in 2022

- 117 - Trajanus (63), Romeins keizer
- 1086 - Koenraad I (45 of 46), graaf van Luxemburg
- 1669 - Josias II van Waldeck-Wildungen (33), Duits graaf en generaal
- 1828 - Carl Peter Thunberg (84), Zweeds botanicus en mycoloog
- 1897 - Jacob Burckhardt (79), Zwitsers cultuur- en kunsthistoricus
- 1898 - Eugène Boudin (74), Frans kunstschilder
- 1902 - John Henry Twachtman (49), Amerikaans kunstschilder
- 1927 - Willy Ascherl (27), Duits voetballer
- 1944 - Aino Ackté (68), Fins sopraan
- 1944 - Helmuth Stieff (43), Duits generaal
- 1959 - Luigi Sturzo (87), Italiaans christendemocratisch politicus
- 1973 - José Villalonga (53), Spaans voetbalcoach
- 1975 - Cannonball Adderley (46), Amerikaans multi-instrumentalist
- 1975 - Sune Almkvist (89), Zweeds voetballer
- 1981 - Jan van der Made (71), Nederlands nationaalsocialistisch schrijver en essayist
- 1982 - Eric Brandon (62), Brits autocoureur
- 1982 - Ferre Grignard (43), Vlaams volks- en protestzanger
- 1985 - Louis Meeuwessen (81), Nederlands bokser
- 1989 - Brian Naylor (66), Brits autocoureur
- 1998 - Sam Balter (88), Amerikaans basketballer
- 1998 - László Szabó (81), Hongaars schaker
- 2003 - Constancio Bernardo (89), Filipijns kunstschilder
- 2003 - Dirk Hoogendam (81), Nederlands oorlogsmisdadiger
- 2003 - Bhupen Khakhar (69), Indiaas kunstenaar in hedendaagse kunst
- 2003 - Geert Kocks (67), Nederlands taalkundige
- 2004 - Fay Wray (96), Amerikaans actrice
- 2005 - Barbara Bel Geddes (82), Amerikaans actrice
- 2005 - Ilse Werner (84), Duits actrice in nazi-propagandafilms
- 2008 - Antonio Gava (78), Italiaans politicus
- 2009 - Daniel Jarque (26), Spaans voetballer
- 2010 - Patricia Neal (84), Amerikaans actrice
- 2010 - Massamasso Tchangaï (32), Togolees voetballer
- 2011 - Mike Barrett (67), Amerikaans basketballer
- 2012 - Diederik Kraaijpoel (83), Nederlands kunstschilder en schrijver over beeldende kunst en kunstpolitiek
- 2013 - Karen Black (Karen Ziegler) (74), Amerikaans actrice, zangeres en scenarioschrijfster
- 2013 - Johannes Bluyssen (87), Nederlands bisschop
- 2013 - Jack Clement (82), Amerikaans muziekmaker en filmmaker
- 2014 - Menahem Golan (85), Israëlisch filmregisseur en -producent
- 2014 - Leonard Legaspi (78), Filipijns aartsbisschop
- 2014 - Peter Sculthorpe (85), Australisch componist en muziekpedagoog
- 2015 - Bert Bruijn (66), Nederlands burgemeester
- 2016 - Luc Lamon (64), Belgisch sportjournalist
- 2017 - Glen Campbell (81), Amerikaans countryzanger
- 2017 - Peter Hoet (76), Nederlands voetballer
- 2017 - Pēteris Plakidis (70), Lets componist en pianist
- 2017 - Rius (Eduardo del Río) (83), Mexicaans illustrator en schrijver
- 2017 - Janet Seidel (62), Australisch jazzzangeres en pianiste
- 2017 - Jorge Zorreguieta (89), Argentijns politicus
- 2018 - Willie Dille (53), Nederlands politica
- 2018 - Jarrod Lyle (36), Australisch golfspeler
- 2018 - José Luis Sánchez (92), Spaans beeldhouwer
- 2018 - Nicholas Bett (28), Keniaans atleet
- 2019 - José Desmarets (93), Belgisch politicus
- 2019 - Manfred Max-Neef (86), Chileens econoom
- 2019 - Loek Caspers (95), Nederlands verzetsstrijdster
- 2020 - Alfredo Lim (90), Filipijns politicus
- 2020 - Gabriel Ochoa Uribe (90), Colombiaans voetballer
- 2021 - Jaan Kaplinski (80), Estisch schrijver en filosoof
- 2021 - Cesare Salvadori (79), Italiaans schermer
- 2022 - Lamont Dozier (81), Amerikaans songwriter, producer en zanger
- 2022 - Olivia Newton-John (73), Brits-Australisch zangeres en actrice
- 2022 - Jozef Tomko (98), Slowaaks kardinaal
- 2022 - Arnold Willems (90), Belgisch acteur
- 2023 - Federico Bahamontes (95), Spaans wielrenner
- 2023 - Joelija Borisova (98), Sovjet-Russisch actrice
- 2023 - Richard Murphy (91), Amerikaans roeier
- 2023 - Jamie Reid (76), Brits grafisch ontwerper
- 2023 - Sixto Rodriguez (81), Amerikaans folkmuzikant
- 2024 - Lodewijk Imkamp (74), Nederlands politicus
- 2024 - Chi-Chi Rodríguez (88), Puerto Ricaans golfer
- 2024 - Jaap Staal (91), Nederlands schaker
- 2024 - Tomasz Lisowicz (47), Pools wielrenner
- 2025 - Arlindo Cruz (66), Braziliaans muzikant en componist
- 2025 - Estanislao Karlic (99), Argentijns kardinaal
- 2025 - William Webster (101), Amerikaans topambtenaar en jurist

## Viering/herdenking

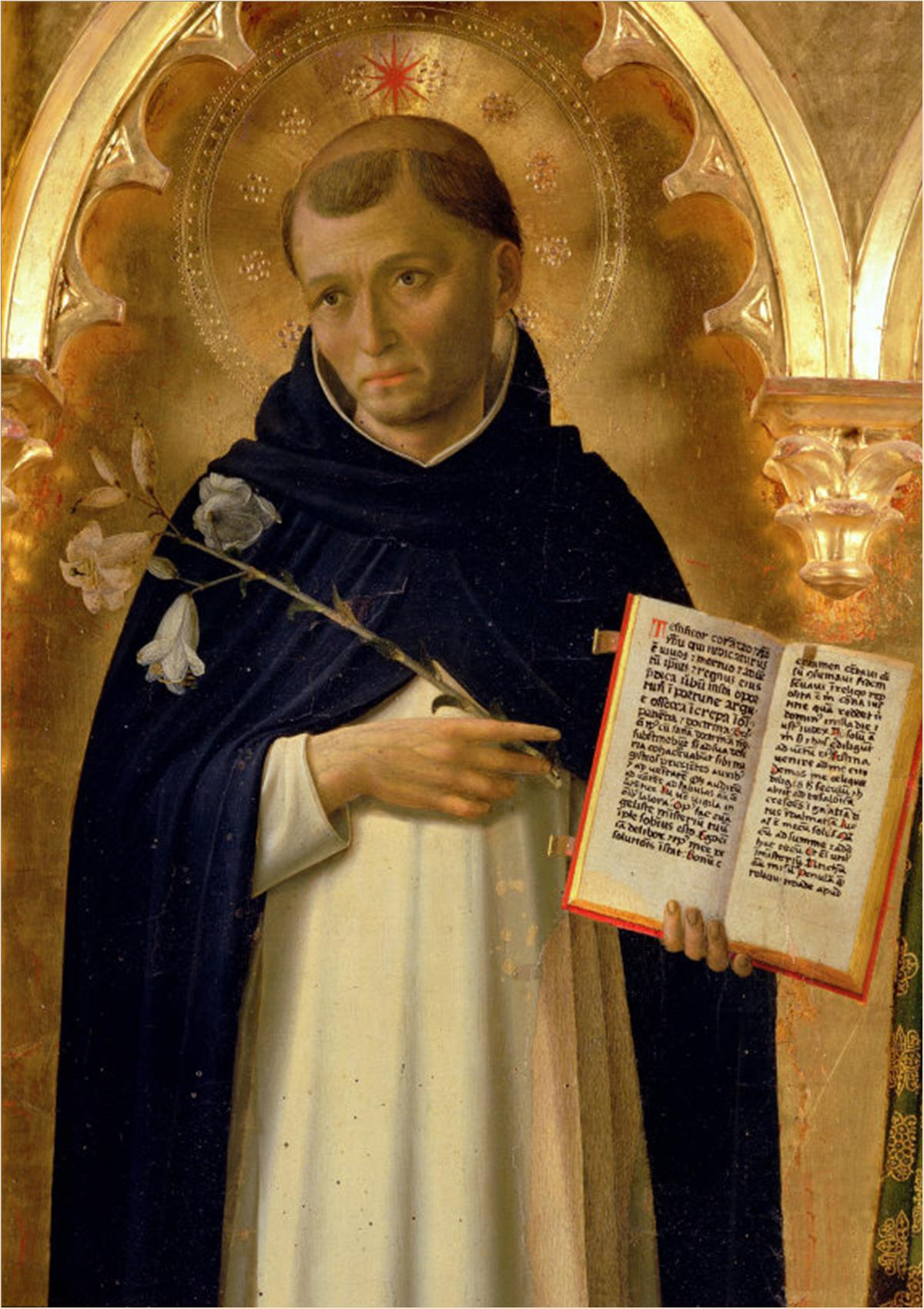
Dominicus Guzmán

- Taiwan - Vaderdag (In Mandarijn, betekent Bà Bà (爸爸) zowel vader als 8-8 of 8 augustus)
- Rooms-katholieke kalender:
  - Heilige Dominicus Guzmán († 1221), stichter van de Dominicanen, Patroon van de sigarenmakers - Gedachtenis
  - Heilige Marinus van Anazarbus († c. 305)
  - Heilige Cyriacus (van Rome) en gezellen († c. 309)
  - Heilige Leobald van Fleury († 650)
  - Heilige Hugolina van Novarra († c. 1300)
  - Heilige Altmann van Passau († 1091)
  - Heilige Maria MacKillop († 1909)
  - Zalige Johanna van Aza († 1205)

## Weerextremen

### Nederland
| | Officiële records | Officiële records | Officiële records |      | Landelijke records | Landelijke records | Landelijke records |
| Gebeurtenis | Jaar              | Extreem           | Locatie           | Jaar | Extreem            | Locatie            |                    |
| --- | ----------------- | ----------------- | ----------------- | ---- | ------------------ | ------------------ | ------------------ |
| Laagste etmaalgemiddelde temperatuur (°C) | 1962              | 12,7              | De Bilt           |      | 1913               | 11,3               | Eelde              |
| Hoogste etmaalgemiddelde temperatuur (°C) | 1975              | 26,6              | De Bilt           |      | 2020               | 28,7               | Maastricht         |
| Laagste minimumtemperatuur (°C) | 1903              | 6,1               | De Bilt           |      | 1913               | 4,2                | Eelde              |
| Hoogste minimumtemperatuur (°C) | 1975              | 18,9              | De Bilt           |      | 1975               | 21,5               | IJmuiden           |
| Laagste maximumtemperatuur (°C) | 1987              | 16,4              | De Bilt           |      | 1913               | 14,9               | De Kooy            |
| Hoogste maximumtemperatuur (°C) | 2020              | 34,6              | De Bilt           |      | 2003               | 37,7               | Arcen              |
| Hoogste uurgemiddelde windsnelheid (m/s) | 1948              | 18,5              | De Bilt           |      | 1948, 1961         | 19,5               | De Kooy            |
| Hoogste windstoot (m/s) | 1961              | 22,1              | De Bilt           |      | 2001               | 31,0               | Hansweert          |
| Langste zonneschijnduur (uur) | 1903              | 15,1              | De Bilt           |      | 1903               | 15,1               | De Bilt            |
| Langste neerslagduur (uur) | 1943              | 10,1              | De Bilt           |      | 1991               | 10,3               | Maastricht         |
| Hoogste etmaalsom van de neerslag (mm) | 1943              | 23,3              | De Bilt           |      | 1980               | 50,4               | De Kooy            |
| Laagste etmaalgemiddelde relatieve vochtigheid (%) | 1975              | 47                | De Bilt           |      | 2020               | 38                 | Maastricht         |
| Laagste uurwaarde luchtdruk op zeeniveau (hPa) | 1948              | 990,4             | De Bilt           |      | 1948               | 983,4              | De Kooy            |
| Hoogste uurwaarde luchtdruk op zeeniveau (hPa) | 1924              | 1030,7            | De Bilt           |      | 1924               | 1031,4             | Vlissingen         |
| Officiële records worden altijd gemeten op het KNMI-weerstation in De Bilt. Landelijke records kunnen worden gemeten op elk officieel KNMI-weerstation in Nederland. |                   |                   |                   |      |                    |                    |                    |

Uitzonderlijke gebeurtenissen
- 1903 - Officieel maandrecord langste zonneschijnduur in uren van augustus gemeten in De Bilt: 15,1
- 1903 - Landelijk maandrecord langste zonneschijnduur in uren van augustus gemeten in De Bilt: 15,1
- 1937 - Laatste officiële zomerse dag van het jaar (maximumtemperatuur ≥ 25 °C in De Bilt)
- 1967 - Laatste officiële zomerse dag van het jaar (maximumtemperatuur ≥ 25 °C in De Bilt)
- 2023 - Landelijk laagste etmaalgemiddelde relatieve vochtigheid in % van augustus dit jaar gemeten in Vlieland: 67. Samen met 10 en 14 augustus

### België
Dagrecords
- 1955 - Laagste etmaalgemiddelde temperatuur 12,9 °C
- 1975 - Hoogste etmaalgemiddelde temperatuur 26,1 °C
- 1919 - Laagste minimumtemperatuur 7,4 °C
- 1911 - Hoogste maximumtemperatuur 33,4 °C
- 1898 - Hoogste etmaalsom van de neerslag 38,7 mm

Uitzonderlijke gebeurtenissen
- 1957 - 66 mm neerslag in Genk en 70 mm in Diest.
- 1975 - in Oostende loopt de maximumtemperatuur op tot 35,5 °C.
- 1999 - Tornado's in de streek van Zedelgem/Ichtegem en in die van Baarle-Hertog.
- 2003 - Maximumtemperatuur tot 38,6 °C in Aubange. Record tijdens deze hittegolf. In Mont-Rigi (Weismes) wordt het 33,6 °C en dat is daar tot nu toe nooit eerder gemeten.

<< · 1 · 2 · 3 · 4 · 5 · 6 · 7 · 8 · 9 · 10 · 11 · 12 · 13 · 14 · 15 · 16 · 17 · 18 · 19 · 20 · 21 · 22 · 23 · 24 · 25 · 26 · 27 · 28 · 29 · 30 · 31 · >>